# The Truth (Kygo e Valerie Broussard)
The Truth è un singolo del DJ norvegese Kygo e della cantante statunitense Valerie Broussard, pubblicato il 22 maggio 2020 come sesto estratto dal terzo album in studio di Kygo Golden Hour.

## Tracce
Testi e musiche di Kyrre Gørvell-Dahll, Lena Leon e Valerie Broussard.
1. The Truth – 3:13

## Formazione
- Valerie Broussard – voce
- Myles Shear – produzione esecutiva
- Kygo – produzione
- Lena Leon – produzione vocale
- Valerie Broussard – ingegneria del suono
- Randy Merrill – mastering
- Șerban Ghenea – missaggio

## Classifiche
| Classifica (2020) | Posizione massima |
| ----------------- | ----------------- |
| Norvegia          | 28                |
| Svezia            | 61                |
| Svizzera          | 63                |